# Иоганн Фридрих (князь Шварцбург-Рудольштадта)
Иоганн Фридрих Шварцбург-Рудольштадтский (нем. Johann Friedrich von Schwarzburg-Rudolstadt; 8 января 1721, Рудольштадт — 10 июля 1767, Рудольштадт) — правящий князь Шварцбург-Рудольштадта в 1744—1767 годах из Шварцбургского дома.

## Биография
Иоганн Фридрих — единственный сын князя Фридриха Антона Шварцбург-Рудольштадтского и его первой супруги Софии Вильгельмины Саксен-Кобург-Заальфельдской. Получил домашнее образование. В 9 лет получил офицерский патент саксонской армии. В 1737—1741 годах Иоганн Фридрих путешествовал по Европе с образовательными целями. В Страсбургском университете он слушал лекции по теологии, а в Утрехтском университете — по математике и физике. В Утрехте Иоганн Фридрих побывал на приёме у короля Великобритании Георга II. В 1742 году наследный принц Иоганн Фридрих присутствовал на коронации императора Карла VII во Франкфурте-на-Майне. Путешествуя по Франции, Иоганн Фридрих, владевший французским языком, приобщился к идеям Просвещения. В 1744 году 23-летний принц вступил на престол княжества. В отсутствие наследника мужского пола власть в Шварцбург-Рудольштадте после смерти Иоганна Фридриха перешла к его дяде Людвигу Гюнтеру II.

## Семья
19 ноября 1744 года в Эйзенахе Иоганн Фридрих женился на принцессе Бернардине Кристиане Софии Саксен-Веймар-Эйзенахской, дочери Эрнста Августа I Саксен-Веймарского. В этом браке родились:
- Фридерика София Августа (1745—1778), замужем за князем Фридрихом Карлом Шварцбург-Рудольштадтским (1736—1793)
- дочь (1746)
- сын (1747)
- София Эрнестина (1749—1754)
- Вильгельмина (1751—1780), замужем за князем Людвигом I Нассау-Саарбрюккенским (1745—1794)
- Генриетта Шарлотта (1752—1756)